# Campionato mondiale di Formula 1 1990
Il campionato mondiale di Formula 1 1990 organizzato dalla FIA è stato, nella storia della categoria, il 41° ad assegnare il Titolo Piloti e il 33° ad assegnare quello Costruttori. Il primo fu vinto dal brasiliano Ayrton Senna, che divenne quindi Campione del Mondo per la seconda volta in carriera, mentre il secondo fu vinto dalla McLaren - Honda, che se lo aggiudicò per il terzo anno di fila.

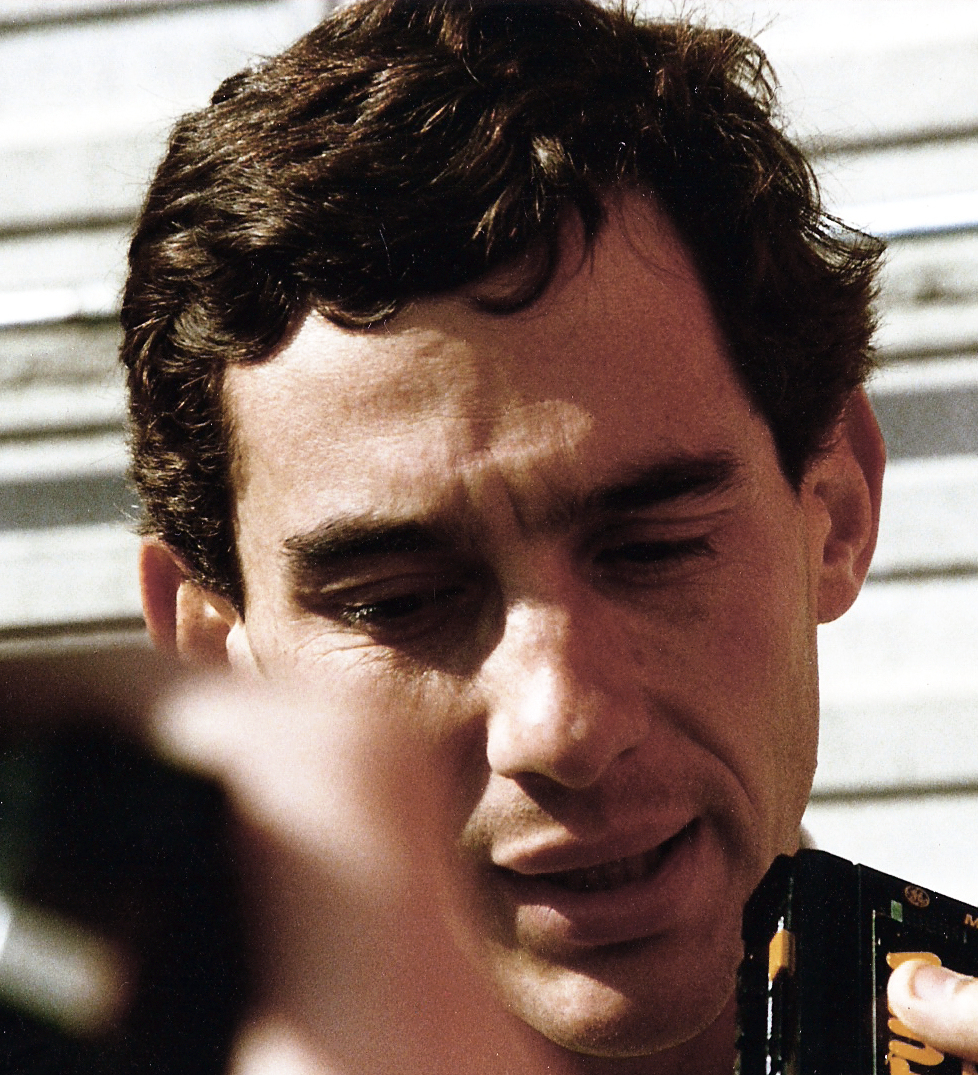
Ayrton Senna vinse il suo secondo titolo mondiale.

## La pre-stagione

### Calendario
Il calendario del campionato fu redatto nel novembre 1989.
Il Gran Premio degli Stati Uniti, sul circuito di Phoenix, divenne la gara inaugurale della stagione: poiché infatti nell'edizione 1989, disputata il 4 Giugno, si erano verificati numerosi guasti alle vetture a causa del clima particolarmente torrido dell'Arizona in quel mese, si decise di anticipare la corsa a metà Marzo, in un periodo con temperature più fresche. Pertanto il Gran Premio del Messico venne posticipato nella seconda metà di Giugno, portando a sua volta allo spostamento in avanti dei GP di San Marino e Monaco, e creando così un'insolita pausa di ben 7 settimane prima della tappa imolese. 
Cambiò sede invece il Gran Premio del Brasile che, dopo 9 anni a Rio de Janeiro, tornò sullo storico Circuito di Interlagos, nei pressi di San Paolo del Brasile, ora intitolato al defunto pilota Carlos Pace. Curiosamente il Gran Premio d'Australia di quell'anno fu il 500º GP nella storia della F1. 
| Gara | Nome ufficiale del Gran Premio       | Circuito                         | Sede                 | Data         | Ora    | Ora   | Ora   | Diretta TV               |
| Gara | Nome ufficiale del Gran Premio       | Circuito                         | Sede                 | Data         | Locale | UTC   | ITA   | Diretta TV               |
| ---- | ------------------------------------ | -------------------------------- | -------------------- | ------------ | ------ | ----- | ----- | ------------------------ |
| 1    | Iceberg United States Grand Prix     | Circuito di Phoenix              | Phoenix              | 11 marzo     | 14:00  | 21:00 | 22:00 | Rai Due / Telemontecarlo |
| 2    | Grande Prêmio do Brasil              | Autodromo José Carlos Pace       | San Paolo            | 25 marzo     | 13:00  | 16:00 | 17:00 | Rai Due / Telemontecarlo |
| 3    | Gran Premio di San Marino            | Autodromo Dino Ferrari           | Imola                | 13 maggio    | 14:30  | 13:30 | 14:30 | Rai Due / Telemontecarlo |
| 4    | Grand Prix de Monaco                 | Circuito di Monte Carlo          | Monaco               | 27 maggio    | 15:30  | 14:30 | 15:30 | Rai Due / Telemontecarlo |
| 5    | Grand Prix Molson du Canada          | Circuit Gilles Villeneuve        | Montréal             | 10 giugno    | 13:00  | 17:00 | 18:00 | Rai Due                  |
| 6    | Gran Premio de México                | Autodromo Hermanos Rodríguez     | Città del Messico    | 24 giugno    | 14:00  | 20:00 | 21:00 | Rai Due                  |
| 7    | Rhône-Poulenc Grand Prix de France   | Circuito Paul Ricard             | Le Castellet         | 8 luglio     | 14:00  | 13:00 | 14:00 | Rai Due / Telemontecarlo |
| 8    | Foster's British Grand Prix          | Circuito di Silverstone          | Silverstone          | 15 luglio    | 14:00  | 14:00 | 15:00 | Rai Due / Telemontecarlo |
| 9    | Großer Mobil 1 Preis von Deutschland | Hockenheimring                   | Hockenheim           | 29 luglio    | 14:00  | 13:00 | 14:00 | Rai Due / Telemontecarlo |
| 10   | Magyar Nagydíj                       | Hungaroring                      | Mogyoród             | 12 agosto    | 14:00  | 13:00 | 14:00 | Rai Due / Telemontecarlo |
| 11   | Belgian Grand Prix                   | Circuito di Spa-Francorchamps    | Francorchamps        | 26 agosto    | 14:00  | 13:00 | 14:00 | Rai Due / Telemontecarlo |
| 12   | Coca-Cola Gran Premio d'Italia       | Autodromo nazionale di Monza     | Monza                | 9 settembre  | 15:00  | 14:00 | 15:00 | Rai Due / Telemontecarlo |
| 13   | Grande Prémio de Portugal            | Circuito di Estoril              | Cascais              | 23 settembre | 14:00  | 14:00 | 15:00 | Rai Due / Telemontecarlo |
| 14   | Gran Premio Tio Pepe de España       | Circuito di Jerez de la Frontera | Jerez de la Frontera | 30 settembre | 14:00  | 13:00 | 14:00 | Rai Due / Telemontecarlo |
| 15   | Fuji Television Japanese Grand Prix  | Circuito di Suzuka               | Suzuka               | 21 ottobre   | 13:00  | 4:00  | 5:00  | Rai Due                  |
| 16   | Foster's Australian Grand Prix       | Circuito di Adelaide             | Adelaide             | 4 novembre   | 14:00  | 3:30  | 4:30  | Rai Due                  |

## Cambiamenti rispetto al 1989

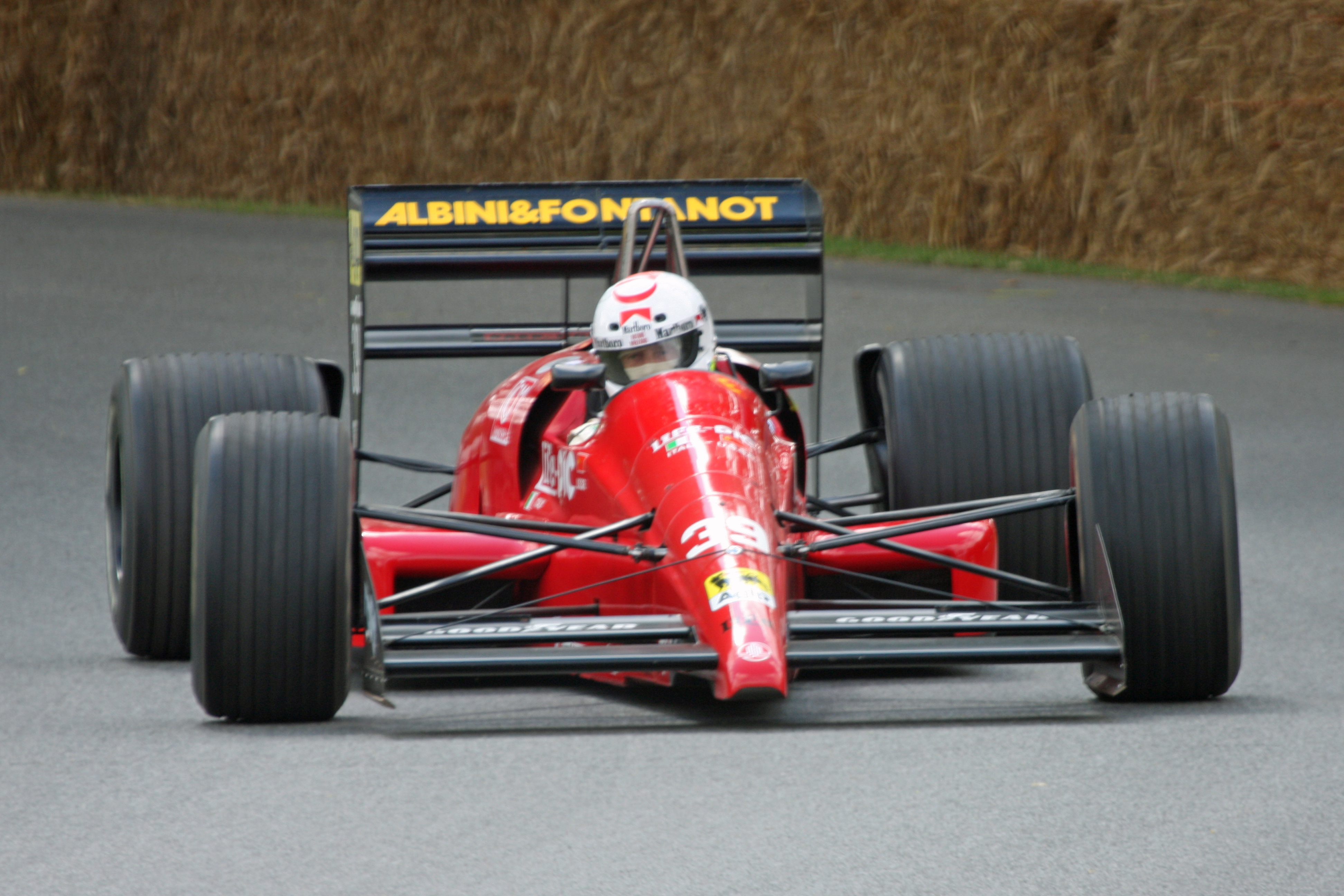
La Life L190 (qui al Goodwood Festival of Speed nel 2009) montava un innovativo propulsore W12 radiale, ma non riuscì mai a far segnare risultati di rilievo.

Rispetto alla stagione 1989 ci furono diversi cambiamenti. 

### Cambiamenti regolamentari
- Furono resi obbligatori ulteriori crash test per testare la solidità delle vetture, in particolare nella zona dell'abitacolo e furono inseriti quelli per la parte anteriori.
- I piloti dovevano essere in grado di uscire dall'abitacolo in meno di cinque secondi senza aiuti; diventò obbligatorio anche concedere una maggiore libertà di movimento alle ginocchia.

### Novità tecniche
- La Tyrrell 019, progettata da Harvey Postlethwaite e Jean-Claude Migeot, fu la prima vettura nella storia della Formula 1 ad avere un musetto rialzato, che consentiva così una migliore aerodinamica sull'anteriore; questa soluzione tecnica fu copiata nelle stagioni successive da tutte le altre scuderie.
- La Life montava un motore W12 di nuova concezione, progettato dall'ex tecnico della Ferrari, Franco Rocchi; questo propulsore aveva tre bancate di quattro cilindri ciascuna, con l'idea di unire le dimensioni ridotte di un V8 con la potenza di un V12; tuttavia, si dimostrò molto poco potente ed estremamente inaffidabile.

### Scuderie
- Si iscrisse per la prima volta al Mondiale la Life, fondata dall'imprenditore italiano Ernesto Vita.
- La Rial e la Zakspeed si ritirarono dal Mondiale.
- La Brabham passò sotto il controllo del gruppo giapponese Middlebridge, mentre la March fu acquistata dallo sponsor principale, la Leyton House di Akira Akagi, cambiando il nome appunto in Leyton House Racing. Anche la Arrows divenne proprietà di un gruppo giapponese, la Footwork.
- La Onyx, venuto meno il finanziamento del belga Jean-Pierre Van Rossem, fu ceduta inizialmente alla Middlebridge, che poi la rivendette all'italo-svizzero Peter Monteverdi. La scuderia prese il nome di Onyx-Monteverdi, ma fu costretta a chiudere a causa della mancanza di fondi dopo il Gran Premio d'Ungheria.
- A fine stagione la Lotus, reduce da un'annata disastrosa e dall'abbandono dello sponsor principale, la Camel, fu venduta dalla famiglia Chapman a Peter Collins e Peter Wright.
- La Life e la EuroBrun rinunciarono a partecipare alle ultime due corse della stagione.
- La Coloni, l'Osella e la Life schierarono una sola vettura.

### Motori
- La Lotus firmò un contratto con la Lamborghini per la fornitura del V12 della casa italiana.
- La Coloni concluse un accordo con la Subaru per montare sulla propria vettura un motore V12 a cilindri contrapposti sviluppato dalla Motori Moderni di Carlo Chiti. Tuttavia, i risultati deludenti convinsero la scuderia italiana a tornare, da metà stagione in poi, al più tradizionale Cosworth DFR.

### Piloti
- Williams e Leyton House confermarono i propri piloti.
- Alain Prost passò dalla McLaren alla Ferrari; al suo posto il team inglese ingaggiò Gerhard Berger, proveniente proprio dalla scuderia di Maranello.
- La Benetton confermò Alessandro Nannini, sostituendo Emanuele Pirro con Nelson Piquet, reduce da due stagioni molto deludenti con la Lotus; il pilota brasiliano aveva un contratto particolare, che prevedeva il pagamento di 50.000 dollari per ogni punto conquistato e di 100.000 per ogni vittoria[2]. Prima del Gran Premio del Giappone Nannini fu vittima di un drammatico incidente in elicottero, nel quale perse un braccio; il team anglo-italiano lo rimpiazzò con Roberto Moreno, proveniente dalla EuroBrun.
- La Lotus cambiò entrambi i piloti, mettendo sotto contratto Derek Warwick e Martin Donnelly. Quest'ultimo fu vittima di un terribile incidente nelle prove del Gran Premio di Spagna, che ne troncò la carriera automobilistica; al suo posto fu assunto Johnny Herbert.
- La Tyrrell affiancò al promettente Jean Alesi il giapponese Satoru Nakajima, in previsione di un accordo con la Honda per la fornitura di motori nel 1991.
- La Brabham confermò Stefano Modena, ingaggiando lo svizzero Gregor Foitek come compagno di squadra dell'italiano; Foitek fu però licenziato dopo sole due gare e cedette il volante a David Brabham, figlio del fondatore della squadra Jack Brabham.
- La Arrows affidò le proprie vetture a Michele Alboreto e Alex Caffi; quest'ultimo fu sostituito in due occasioni da Bernd Schneider.
- La Ligier ingaggiò Nicola Larini e Philippe Alliot.
- La Lola-Larrousse mise sotto contratto Éric Bernard e Aguri Suzuki; entrambi avevano disputato qualche gara con il team, rispettivamente nel 1989 e nel 1988.
- La Minardi confermò Pierluigi Martini, affiancandogli Paolo Barilla; quest'ultimo fu sostituito a due gare dal termine da Gianni Morbidelli.
- La Dallara-Scuderia Italia affiancò Andrea De Cesaris con Emanuele Pirro, sostituito nei primi due Gran Premi della stagione da Gianni Morbidelli.
- L'AGS ingaggiò Yannick Dalmas come compagno di squadra di Gabriele Tarquini.
- La EuroBrun affidò le sue vetture a Roberto Moreno e Claudio Langes.
- La Onyx confermò Stefan Johansson, mettendo sotto contratto il finlandese J.J. Lehto; Johansson si licenziò dopo appena due gare e al suo posto fu assunto Foitek, lasciato libero dalla Brabham.
- La Coloni, l'Osella e la Life affidarono la loro unica vettura rispettivamente a Bertrand Gachot, Olivier Grouillard e Gary Brabham; quest'ultimo abbandonò la propria scuderia dopo due Gran Premi, cedendo il posto a Bruno Giacomelli, che aveva disputato l'ultimo Gran Premio nel 1983.

### Pneumatici
- La Tyrrell decise di passare dalla Goodyear alla Pirelli, mentre la Coloni compì il percorso inverso, firmando un contratto con la casa americana; anche la Life equipaggiò la propria unica vettura con pneumatici Goodyear.

## Scuderie e piloti

### Tabella riassuntiva
I piloti e le scuderie che hanno affrontato la stagione 1990 di Formula 1 sono:
| Scuderia                           | Costruttore       | Telaio      | Motore                          | Gomme | Nº | Piloti             | GP          | Collaudatore                   |
| ---------------------------------- | ----------------- | ----------- | ------------------------------- | ----- | -- | ------------------ | ----------- | ------------------------------ |
| Scuderia Ferrari SpA               | Ferrari           | 641         | Ferrari 036 3.5 V12 037 3.5 V12 | G     | 1  | Alain Prost        | Tutti       | Gianni Morbidelli              |
| Scuderia Ferrari SpA               | Ferrari           | 641         | Ferrari 036 3.5 V12 037 3.5 V12 | G     | 2  | Nigel Mansell      | Tutti       | Gianni Morbidelli              |
| Tyrrell Racing Organisation        | Tyrrell-Ford      | 019         | Ford DFR 3.5 V8                 | P     | 3  | Satoru Nakajima    | Tutti       | Volker Weidler                 |
| Tyrrell Racing Organisation        | Tyrrell-Ford      | 019         | Ford DFR 3.5 V8                 | P     | 4  | Jean Alesi         | Tutti       | Volker Weidler                 |
| Canon Williams Renault             | Williams-Renault  | FW13B       | Renault RS2 3.5 V10             | G     | 5  | Thierry Boutsen    | Tutti       | Mark Blundell                  |
| Canon Williams Renault             | Williams-Renault  | FW13B       | Renault RS2 3.5 V10             | G     | 6  | Riccardo Patrese   | Tutti       | Mark Blundell                  |
| Motor Racing Developments Ltd      | Brabham-Judd      | BT58 BT59   | Judd EV 3.5 V8                  | P     | 7  | Gregor Foitek      | 1-2         | n/a                            |
| Motor Racing Developments Ltd      | Brabham-Judd      | BT58 BT59   | Judd EV 3.5 V8                  | P     | 7  | David Brabham      | 3-16        | n/a                            |
| Motor Racing Developments Ltd      | Brabham-Judd      | BT58 BT59   | Judd EV 3.5 V8                  | P     | 8  | Stefano Modena     | Tutti       | n/a                            |
| Footwork Arrows Racing             | Arrows-Ford       | A11 A11B    | Ford DFR 3.5 V8                 | G     | 9  | Michele Alboreto   | Tutti       | n/a                            |
| Footwork Arrows Racing             | Arrows-Ford       | A11 A11B    | Ford DFR 3.5 V8                 | G     | 10 | Bernd Schneider    | 1, 14       | n/a                            |
| Footwork Arrows Racing             | Arrows-Ford       | A11 A11B    | Ford DFR 3.5 V8                 | G     | 10 | Alex Caffi         | 2-13, 15-16 | n/a                            |
| Camel Team Lotus                   | Lotus-Lamborghini | 102         | Lamborghini 3512 3.5 V12        | G     | 11 | Derek Warwick      | Tutti       | n/a                            |
| Camel Team Lotus                   | Lotus-Lamborghini | 102         | Lamborghini 3512 3.5 V12        | G     | 12 | Martin Donnelly    | 1-14        | n/a                            |
| Camel Team Lotus                   | Lotus-Lamborghini | 102         | Lamborghini 3512 3.5 V12        | G     | 12 | Johnny Herbert     | 15-16       | n/a                            |
| Fondmetal Osella                   | Osella-Ford       | FA1M-E      | Ford DFR 3.5 V8                 | P     | 14 | Olivier Grouillard | Tutti       | n/a                            |
| Leyton House Racing                | Leyton House-Judd | CG901       | Judd EV 3.5 V8                  | G     | 15 | Maurício Gugelmin  | Tutti       | Bruno Giacomelli               |
| Leyton House Racing                | Leyton House-Judd | CG901       | Judd EV 3.5 V8                  | G     | 16 | Ivan Capelli       | Tutti       | Bruno Giacomelli               |
| Automobiles Gonfaronaise Sportives | AGS-Ford          | JH24 JH25   | Ford DFR 3.5 V8                 | G     | 17 | Gabriele Tarquini  | Tutti       | n/a                            |
| Automobiles Gonfaronaise Sportives | AGS-Ford          | JH24 JH25   | Ford DFR 3.5 V8                 | G     | 18 | Yannick Dalmas     | Tutti       | n/a                            |
| Benetton Formula                   | Benetton-Ford     | B189B B190  | Ford HBA4 3.5 V8                | G     | 19 | Alessandro Nannini | 1-14        | Johnny Dumfries Roberto Moreno |
| Benetton Formula                   | Benetton-Ford     | B189B B190  | Ford HBA4 3.5 V8                | G     | 19 | Roberto Moreno     | 15-16       | Johnny Dumfries Roberto Moreno |
| Benetton Formula                   | Benetton-Ford     | B189B B190  | Ford HBA4 3.5 V8                | G     | 20 | Nelson Piquet      | Tutti       | Johnny Dumfries Roberto Moreno |
| Scuderia Italia                    | Dallara-Ford      | 190         | Ford DFR 3.5 V8                 | P     | 21 | Gianni Morbidelli  | 1-2         | Andrea Montermini              |
| Scuderia Italia                    | Dallara-Ford      | 190         | Ford DFR 3.5 V8                 | P     | 21 | Emanuele Pirro     | 3-16        | Andrea Montermini              |
| Scuderia Italia                    | Dallara-Ford      | 190         | Ford DFR 3.5 V8                 | P     | 22 | Andrea De Cesaris  | Tutti       | Andrea Montermini              |
| SCM Minardi Team                   | Minardi-Ford      | M189B M190  | Ford DFR 3.5 V8                 | P     | 23 | Pierluigi Martini  | Tutti       | n/a                            |
| SCM Minardi Team                   | Minardi-Ford      | M189B M190  | Ford DFR 3.5 V8                 | P     | 24 | Paolo Barilla      | 1-14        | n/a                            |
| SCM Minardi Team                   | Minardi-Ford      | M189B M190  | Ford DFR 3.5 V8                 | P     | 24 | Gianni Morbidelli  | 15-16       | n/a                            |
| Ligier Gitanes                     | Ligier-Ford       | JS33B       | Ford DFR 3.5 V8                 | G     | 25 | Nicola Larini      | Tutti       | Emmanuel Collard               |
| Ligier Gitanes                     | Ligier-Ford       | JS33B       | Ford DFR 3.5 V8                 | G     | 26 | Philippe Alliot    | Tutti       | Emmanuel Collard               |
| Honda Marlboro McLaren             | McLaren-Honda     | MP4/5B      | Honda RA109E 3.5 V10            | G     | 27 | Ayrton Senna       | Tutti       | Jonathan Palmer Allan McNish   |
| Honda Marlboro McLaren             | McLaren-Honda     | MP4/5B      | Honda RA109E 3.5 V10            | G     | 28 | Gerhard Berger     | Tutti       | Jonathan Palmer Allan McNish   |
| Espo Larrousse F1                  | Lola-Lamborghini  | LC89B LC90  | Lamborghini 3512 3.5 V12        | G     | 29 | Éric Bernard       | Tutti       | n/a                            |
| Espo Larrousse F1                  | Lola-Lamborghini  | LC89B LC90  | Lamborghini 3512 3.5 V12        | G     | 30 | Aguri Suzuki       | Tutti       | n/a                            |
| Coloni Racing                      | Coloni-Subaru     | C3B         | Subaru 1235 F12                 | G     | 31 | Bertrand Gachot    | 1-8         | n/a                            |
| Coloni Racing                      | Coloni-Ford       | C3C         | Ford DFR 3.5 V8                 | G     | 31 | Bertrand Gachot    | 9-16        | n/a                            |
| Euro Brun Racing                   | EuroBrun-Judd     | ER189B      | Judd CV 3.5 V8                  | P     | 33 | Roberto Moreno     | 1-14        | n/a                            |
| Euro Brun Racing                   | EuroBrun-Judd     | ER189B      | Judd CV 3.5 V8                  | P     | 34 | Claudio Langes     | 1-14        | n/a                            |
| Monteverdi Onyx Formula One        | Onyx-Ford         | ORE-1 ORE-2 | Ford DFR 3.5 V8                 | G     | 35 | Stefan Johansson   | 1-2         | n/a                            |
| Monteverdi Onyx Formula One        | Onyx-Ford         | ORE-1 ORE-2 | Ford DFR 3.5 V8                 | G     | 35 | Gregor Foitek      | 3-10        | n/a                            |
| Monteverdi Onyx Formula One        | Onyx-Ford         | ORE-1 ORE-2 | Ford DFR 3.5 V8                 | G     | 36 | JJ Lehto           | 1-10        | n/a                            |
| Life Racing Engines                | Life              | F190        | Life F35 3.5 W12                | G     | 39 | Gary Brabham       | 1-2         | Franco Scapini                 |
| Life Racing Engines                | Life              | F190        | Life F35 3.5 W12                | G     | 39 | Bruno Giacomelli   | 3-12        | Franco Scapini                 |
| Life Racing Engines                | Life-Judd         | F190        | Judd CV 3.5 V8                  | G     | 39 | Bruno Giacomelli   | 13-14       | Franco Scapini                 |

## Pre-stagione
Nell'inverno tra il 1989 ed il 1990 si sviluppò un'accesa polemica tra il presidente della FISA Jean-Marie Balestre e Ayrton Senna, con il brasiliano che accusava Balestre di aver manipolato l'esito della stagione precedente a favore di Prost (in particolare riferendosi alla squalifica subita nel Gran Premio del Giappone, che aveva di fatto assegnato il titolo mondiale al rivale). Per queste affermazioni, Senna subì una multa di 100.000 dollari ed il ritiro della superlicenza necessaria per correre in Formula 1, a meno che non avesse presentato le sue scuse alla FISA. La polemica si trascinò per tutto l'inverno e si risolse solo a febbraio, quando la McLaren spedì una lettera di scuse alla FISA in accordo con il pilota brasiliano, proprio allo scadere dell'ultimatum di Balestre; Senna poté così riavere la superlicenza e disputare la stagione 1990.
Il calendario del campionato fu redatto nel novembre 1989.

## Riassunto della stagione

### Gran Premio degli Stati Uniti

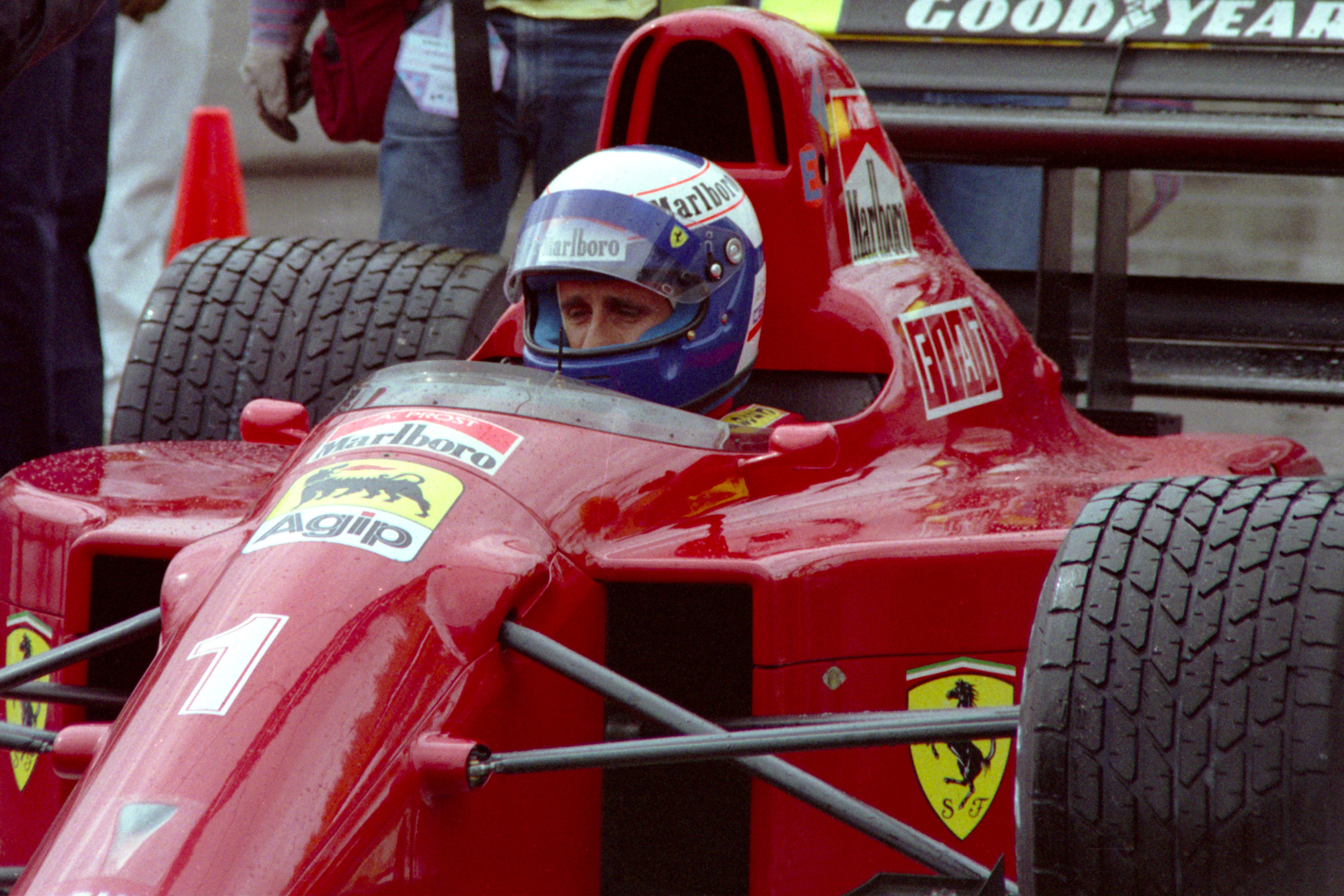
Alain Prost nell'abitacolo della sua Ferrari al Gran Premio degli Stati Uniti.

Con il passaggio dell'acerrimo rivale Prost alla Ferrari ed un'evoluzione della vettura che aveva dominato l'anno precedente, Ayrton Senna partiva favorito nella corsa al Mondiale 1990. Il brasiliano rispettò i pronostici nel Gran Premio degli Stati Uniti, nuovamente disputato sul circuito cittadino di Phoenix. Tuttavia, la gara non fu priva di sorprese: nelle qualifiche le gomme Pirelli si dimostrarono superiori alle rivali Goodyear e al fianco del poleman Gerhard Berger si schierò il sorprendente Pierluigi Martini, capace di portare la prima ed unica partenza in prima fila alla Minardi. In gara, Jean Alesi prese il comando con la sua Tyrrell; Senna, partito quinto, rimontò fino alle spalle del pilota francese, superandolo dopo un duello durato un paio di tornate. Il brasiliano ottenne così la prima vittoria stagionale davanti al giovane francese; terzo giunse Boutsen, seguito da Piquet, Modena (che non conquistò altri piazzamenti a punti nel prosieguo della stagione) e Nakajima, alla guida della seconda Tyrrell.

### Gran Premio del Brasile
Il secondo Gran Premio della stagione, disputato sul rinnovato Circuito di Interlagos, fu invece vinto da Alain Prost, che portò la prima vittoria alla Ferrari; il francese fu però favorito da un errore di Senna, che, dopo aver dominato tutta la gara, tamponò il doppiato Nakajima, dovendo rientrare ai box per riparare la propria vettura e concludendo in terza posizione, alle spalle anche del compagno di squadra Berger. Chiusero in zona punti anche Mansell, Boutsen (in lotta per la vittoria fino a metà gara e poi rallentato da un cambio gomme disastroso) e Piquet.

### Gran Premio di San Marino
Tra il Gran Premio del Brasile e la successiva gara, in programma ad Imola, ci fu una pausa di ben sette settimane, durante le quali le scuderie effettuarono diversi test. Al Gran Premio di San Marino fece il suo debutto la nuova Tyrrell 019, il cui innovativo musetto rialzato destò parecchio stupore; le qualifiche furono dominate dalle due McLaren, con Senna che alla fine ebbe la meglio su Berger. Dopo la vittoria di Prost in Brasile la Ferrari deluse le aspettative, con i propri piloti relegati in terza fila, alle spalle anche delle due Williams - Renault di Boutsen e Patrese. In gara Senna mantenne la prima posizione per soli tre giri, ritirandosi però per un problema ad un cerchione; passò quindi al comando Boutsen, ma il pilota belga dovette abbandonare la corsa una quindicina di tornate più tardi, tradito dal motore della sua Williams. A contendersi la vittoria rimasero così Berger, Mansell e Patrese; il pilota della Ferrari tentò di sorpassare l'austriaco nel corso del 51º passaggio, ma finì per uscire di pista e poco dopo si ritirò per la rottura del motore. A poche tornate dal termine Patrese ebbe la meglio su Berger e vinse la sua terza corsa in carriera davanti all'austriaco; terzo chiuse Nannini, che negli ultimi giri resistette alla pressione di Prost. Alle spalle del francese giunsero, infine, Piquet e Alesi, che si aggiudicarono gli ultimi punti a disposizione.

### Gran Premio di Monaco
Il Gran Premio di Monaco vide un dominio assoluto di Senna, che rimase al comando per tutta la gara dopo essere partito dalla pole position; dietro al brasiliano si mise nuovamente in luce Alesi che, partito dalla terza posizione, approfittò del ritiro del connazionale Prost a causa un problema elettrico per conquistare il secondo gradino del podio. Terzo giunse Berger, seguito da Boutsen, Caffi e Bernard; solo questi piloti tagliarono effettivamente il traguardo, mentre Foitek si classificò settimo dopo essersi ritirato per incidente a poche tornate dal termine.

### Gran Premio del Canada

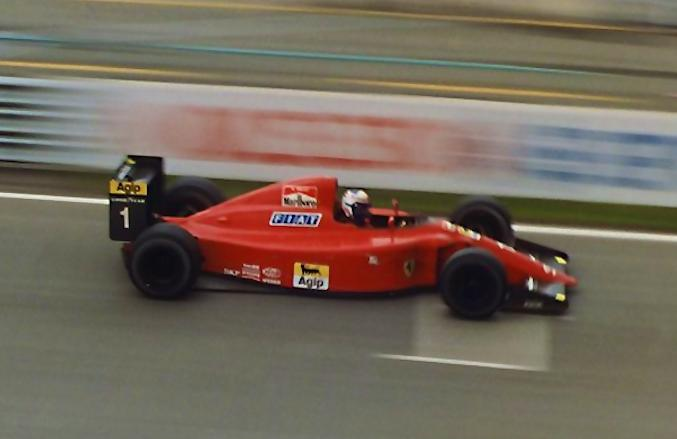
Alain Prost alla guida della sua Ferrari nel Gran Premio del Canada.

Senna vinse anche in Canada, in una gara iniziata con il circuito bagnato che si asciugò progressivamente; in questo caso, però, il brasiliano approfittò della penalità di un minuto inflitta al suo compagno di squadra Berger, che aveva tagliato il traguardo per primo, per partenza anticipata. L'austriaco scivolò quindi in quarta posizione, alle spalle anche di Piquet e Mansell; chiusero la zona punti Prost e Warwick, che portava il primo punto alla Lotus.

### Gran Premio del Messico
In Messico Prost cominciò una serie di tre vittorie consecutive, affermandosi anche in Francia e in Gran Bretagna e conquistando la testa del campionato con 41 punti, due più del rivale Senna. Sull'Autodromo Hermanos Rodríguez di Città del Messico Senna, partito terzo in griglia, condusse la gara per gran parte della sua durata; tuttavia, il brasiliano fu rallentato da una foratura lenta e fu gradualmente raggiunto da Prost, partito in tredicesima posizione e autore, insieme al compagno di squadra Mansell, di una grande rimonta. A sei giri dal termine lo pneumatico danneggiato sulla vettura di Senna esplose definitivamente, costringendo il brasiliano al ritiro e consegnando alla Ferrari la prima doppietta stagionale. Completò il podio Berger, rallentato da un problema ad una gomma nelle prime fasi di gara, mentre la zona punti fu chiusa da Nannini, Boutsen e Piquet.

### Gran Premio di Francia
Nel Gran Premio di Francia si misero invece in luce le Leyton House di Capelli e Gugelmin, fino a quel momento relegate alle retrovie: i due, infatti, dopo essersi qualificati tra i primi dieci riuscirono ad effettuare tutta la gara senza cambi gomme, trovandosi così rispettivamente in prima e seconda posizione a circa metà distanza. Entrambi, però, furono costretti a rallentare sia per l'usura degli pneumatici che per problemi al motore, che portarono al ritiro Gugelmin mentre si trovava in terza posizione, superato da poco da Prost. Il pilota della Ferrari rimontò quindi rapidamente su Capelli, superandolo a tre tornate dal termine; l'italiano concluse al secondo posto, seguito da Senna, Piquet, Berger e Patrese. Quella conquistata da Prost era la centesima vittoria nella storia della Ferrari: la scuderia italiana era la prima a raggiungere questo traguardo.

### Gran Premio di Gran Bretagna
A Silverstone Patrese divenne il primo pilota nella storia della Formula 1 ad aver preso parte a duecento Gran Premi. In gara Prost si aggiudicò la vittoria dopo un serrato duello con il compagno di squadra Mansell e Berger; Senna, che aveva guidato il gruppo nei primi giri, era infatti scivolato a metà classifica dopo un'uscita di pista. Ritiratisi Mansell, Berger e il sorprendente Capelli (risalito fino al terzo posto) per problemi tecnici, il pilota brasiliano aveva rimontato fino alla terza piazza, preceduto sul traguardo anche da Boutsen. In zona punti erano entrate anche le due Lola-Larrousse di Bernard e Suzuki, separate dalla Benetton di Piquet.

### Gran Premio di Germania
A partire dal Gran Premio di Germania i due piloti della Lola-Larrousse, Bernard e Suzuki, non dovettero più disputare le prequalifiche, grazie ai risultati ottenuti nella prima parte di stagione; al loro posto furono costretti a partecipare a questa sessione i piloti della Ligier. A Hockenheim tornò alla vittoria Senna, che dominò qualifiche e gara anche grazie ad uno sviluppo del motore Honda e di alcune migliorie apportate dalla McLaren alla MP4/5B. Il brasiliano, dopo aver conquistato la pole position, mantenne il comando nella prima metà di gara, cedendolo dopo il cambio gomme a Nannini; il pilota italiano, che grazie agli pneumatici a mescola dura montati sulla sua Benetton prevedeva di percorrere tutta la distanza di gara senza fermarsi ai box, rimase in prima posizione fino a dodici giri dal termine, quando, in difficoltà per via dell'usura delle gomme, fu sopravanzato da Senna. Il brasiliano colse la quarta vittoria stagionale davanti a Nannini, Berger, Prost, Patrese e Boutsen, ritornando in testa alla classifica mondiale.

### Gran Premio d'Ungheria
Il Gran Premio d'Ungheria fu piuttosto movimentato: le qualifiche furono dominate dalle due Williams - Renault di Boutsen e Patrese, seguiti da Senna, Berger, Mansell e Alesi. In gara Boutsen mantenne il comando al via, mentre Senna partì male e rimase bloccato dietro Alesi, non riuscendo a superarlo fino al ventunesimo passaggio. Poco dopo, il brasiliano dovette rientrare ai box a causa di una foratura, perdendo così ulteriore terreno; nel frattempo, in testa alla corsa, Boutsen teneva dietro un trenino di vetture formato da Berger, Patrese e Mansell, ai quali si aggiunse anche Nannini dopo che l'italiano era riuscito a sopravanzare Alesi. Ritiratosi Prost per un problema alla trasmissione, Senna rimontò sui piloti di testa, approfittando di un errore di Mansell per superare l'inglese e spedendo fuori pista Nannini dopo un tentativo di sorpasso. Giunto alle spalle di Boutsen, Senna tallonò il belga per una decina di giri, senza però riuscire a sopravanzarlo; i due chiusero la gara in quest'ordine, seguiti da Piquet, Patrese, Warwick e Bernard

### Gran Premio del Belgio
Prima del Gran Premio del Belgio la Onyx-Monteverdi annunciò il proprio ritiro dal Mondiale; furono quindi esentati dalle prequalifiche i piloti della Ligier. Sia a Spa-Francorchamps che nel successivo Gran Premio d'Italia Senna vinse davanti al rivale Prost; il brasiliano allungò quindi in modo netto in classifica piloti, portando il proprio vantaggio sul pilota della Ferrari a sedici punti. In Belgio la partenza dovette essere ripetuta per ben tre volte, in seguito ad una collisione multipla alla Source e ad un brutto incidente di Paolo Barilla alla Eau Rouge; quando finalmente il via si svolse regolarmente, Senna mantenne la prima posizione dalla pole position davanti al compagno di squadra Berger e a Prost. Il francese sopravanzò il pilota della McLaren, in difficoltà con le gomme, ma non riuscì mai a mettere sotto pressione Senna, che tagliò per primo il traguardo. Alle spalle dei primi due giunse Berger, dopo un acceso duello con Nannini, quarto al termine; chiusero in zona punti anche Piquet e Gugelmin.

### Gran Premio d'Italia
Anche a Monza fu necessario ripetere la partenza, questa volta in seguito ad uno spaventoso incidente di Warwick, la cui Lotus si capovolse. Al secondo via Senna partì bene dalla pole position, mantenendo la testa della corsa, mentre durante i primi giri si mise in luce Alesi, che sopravanzò sia Mansell che Prost, portandosi in terza posizione. Il pilota della Tyrrell si ritirò però dopo poche tornate per un'uscita di pista; Berger cominciò a perdere terreno per un problema ai freni e fu superato da Prost, ma il pilota della Ferrari non si avvicinò mai abbastanza a Senna per attaccarlo, dovendosi accontentare del secondo posto alle spalle del rivale. Berger riuscì a terminare la gara al terzo posto, seguito da Mansell, Patrese e Nakajima.

### Gran Premio del Portogallo
Nel Gran Premio del Portogallo la Ferrari si dimostrò superiore alla McLaren, permettendo a Mansell e Prost di monopolizzare la prima fila; tuttavia, il pilota inglese sbagliò la partenza, finendo per ostacolare il proprio compagno di squadra. I due scivolarono rispettivamente in terza e in quinta posizione, separati da Piquet e preceduti da Senna e Berger; Prost, rallentato da un problema al cambio, rimontò più lentamente di Mansell, che al 50º passaggio attaccò e superò Senna, portandosi in testa. Poche tornate più tardi anche il francese si portò alle spalle del rivale, ma la gara fu sospesa a dieci giri dal termine a causa di un incidente tra Aguri Suzuki e Alex Caffi e Prost non poté tentare nessuna manovra di sorpasso. Mansell vinse dunque davanti a Senna, Prost, Berger, Piquet e Nannini. A fine gara, il pilota inglese fu duramente attaccato dal compagno di squadra per la manovra al via; Prost criticò anche il direttore sportivo Cesare Fiorio, reo secondo lui di non favorirlo nella corsa al titolo.

### Gran Premio di Spagna
In Spagna Martin Donnelly fu vittima di un terribile incidente durante le prove del venerdì: il pilota fu sbalzato dall'abitacolo della propria vettura, che si era completamente disintegrato nell'impatto. Miracolosamente Donnelly sopravvisse, ma le conseguenze fisiche dell'incidente troncheranno la sua carriera in Formula 1. In gara, invece, Senna mantenne il comando dalla pole position, ma il pilota brasiliano fu subito messo sotto pressione da Prost e Mansell. Il francese approfittò dei cambi gomme per sopravanzare il rivale, manovra che non riuscì al compagno di squadra; il pilota inglese superò Senna quando questi si dovette ritirare per un problema ad un radiatore, bucato dai detriti di un'altra vettura. Prost e Mansell conquistarono quindi la seconda doppietta stagionale per la Ferrari, davanti a Nannini, Boutsen, Patrese e Suzuki; grazie a questo risultato Prost riaprì la lotta per il mondiale, portandosi a nove lunghezze da Senna con due Gran Premi ancora da disputare. Tuttavia, per tenere vive le sue speranze di vittoria Prost doveva necessariamente vincere nella successiva gara, in Giappone..

### Gran Premio del Giappone
A Suzuka, teatro della penultima prova del mondiale, non si presentarono EuroBrun e Life, che si ritirarono dal campionato. Senna conquistò la pole position, davanti al rivale Prost; alla partenza il francese scattò meglio del rivale, sopravanzandolo, ma Senna lo tamponò alla prima curva ed entrambi furono costretti al ritiro. La manovra di Senna causò enormi polemiche, con Prost che lo accusava di aver causato l'incidente apposta; la rivalità tra i due si riaccese bruscamente. La FIA decise di non penalizzare Senna, consegnandogli di fatto la certezza matematica del secondo titolo iridato. Il Gran Premio vide la vittoria di Piquet, che tornava così al successo dopo il Gran Premio d'Italia 1987; il pilota brasiliano approfittò dei ritiri di Berger e Mansell per conquistare la prima posizione, non cedendola più fino al termine. Secondo giunse Roberto Moreno, arrivato alla Benetton in sostituzione di Alessandro Nannini, ferito gravemente in un incidente di elicottero; il terzo posto fu invece conquistato dall'idolo locale Aguri Suzuki, che diventò il primo pilota giapponese a salire sul podio in una gara di Formula 1. Chiusero in zona punti anche Patrese, Boutsen e Nakajima.

### Gran Premio d'Australia
L'ultima gara della stagione, il Gran Premio d'Australia, fu il cinquecentesimo Gran Premio nella storia della Formula 1. La gara fu vinta, come la precedente, da Piquet, che precedette sul traguardo Mansell dopo un emozionante duello negli ultimi giri; Senna, che aveva guidato il gruppo per gran parte della distanza, si dovette ritirare per un problema al cambio, che lo mandò a sbattere contro le barriere. In terza posizione chiuse Prost, seguito da Berger, Boutsen e Patrese. Il campionato si chiuse con la vittoria di Senna, a quota 78 punti, sette in più del rivale Prost; Piquet e Berger conquistarono entrambi 43 punti, classificandosi terzi a pari merito. Il Campionato Costruttori fu vinto dalla McLaren, che marcò in tutto 121 punti; seconda giunse la Ferrari a 110, seguita da Benetton e Williams, rispettivamente a quota 71 e 57.

## Risultati
| N  | Gara                          | Luogo             | Pole position   | Giro veloce        | Pilota vincitore | Costruttore        | Resoconto |
| -- | ----------------------------- | ----------------- | --------------- | ------------------ | ---------------- | ------------------ | --------- |
| 1  | Gran Premio degli Stati Uniti | Phoenix           | Gerhard Berger  | Gerhard Berger     | Ayrton Senna     | McLaren - Honda    | Resoconto |
| 2  | Gran Premio del Brasile       | Interlagos        | Ayrton Senna    | Gerhard Berger     | Alain Prost      | Ferrari            | Resoconto |
| 3  | Gran Premio di San Marino     | Imola             | Ayrton Senna    | Alessandro Nannini | Riccardo Patrese | Williams - Renault | Resoconto |
| 4  | Gran Premio di Monaco         | Monaco            | Ayrton Senna    | Ayrton Senna       | Ayrton Senna     | McLaren - Honda    | Resoconto |
| 5  | Gran Premio del Canada        | Montreal          | Ayrton Senna    | Gerhard Berger     | Ayrton Senna     | McLaren - Honda    | Resoconto |
| 6  | Gran Premio del Messico       | Città del Messico | Gerhard Berger  | Alain Prost        | Alain Prost      | Ferrari            | Resoconto |
| 7  | Gran Premio di Francia        | Le Castellet      | Nigel Mansell   | Nigel Mansell      | Alain Prost      | Ferrari            | Resoconto |
| 8  | Gran Premio di Gran Bretagna  | Silverstone       | Nigel Mansell   | Nigel Mansell      | Alain Prost      | Ferrari            | Resoconto |
| 9  | Gran Premio di Germania       | Hockenheim        | Ayrton Senna    | Thierry Boutsen    | Ayrton Senna     | McLaren - Honda    | Resoconto |
| 10 | Gran Premio d'Ungheria        | Hungaroring       | Thierry Boutsen | Riccardo Patrese   | Thierry Boutsen  | Williams - Renault | Resoconto |
| 11 | Gran Premio del Belgio        | Spa-Francorchamps | Ayrton Senna    | Alain Prost        | Ayrton Senna     | McLaren - Honda    | Resoconto |
| 12 | Gran Premio d'Italia          | Monza             | Ayrton Senna    | Ayrton Senna       | Ayrton Senna     | McLaren - Honda    | Resoconto |
| 13 | Gran Premio del Portogallo    | Estoril           | Nigel Mansell   | Riccardo Patrese   | Nigel Mansell    | Ferrari            | Resoconto |
| 14 | Gran Premio di Spagna         | Jerez             | Ayrton Senna    | Riccardo Patrese   | Alain Prost      | Ferrari            | Resoconto |
| 15 | Gran Premio del Giappone      | Suzuka            | Ayrton Senna    | Riccardo Patrese   | Nelson Piquet    | Benetton - Ford    | Resoconto |
| 16 | Gran Premio d'Australia       | Adelaide          | Ayrton Senna    | Nigel Mansell      | Nelson Piquet    | Benetton - Ford    | Resoconto |

## Classifiche

### Sistema di punteggio
| Posizione | 1ª | 2ª | 3ª | 4ª | 5ª | 6ª |
| Punti     | 9  | 6  | 4  | 3  | 2  | 1  |

### Classifica piloti
| Pos. | Pilota             |     |     |     |     |     |     |     |     |     |     |     |     |     |     |     |     | Punti   |
| ---- | ------------------ | --- | --- | --- | --- | --- | --- | --- | --- | --- | --- | --- | --- | --- | --- | --- | --- | ------- |
| 1    | Ayrton Senna       | 1   | 3   | Rit | 1   | 1   | 20* | 3   | 3   | 1   | 2   | 1   | 1   | 2   | Rit | Rit | Rit | 78      |
| 2    | Alain Prost        | Rit | 1   | 4   | Rit | 5   | 1   | 1   | 1   | 4   | Rit | 2   | 2   | 3   | 1   | Rit | 3   | 71 (73) |
| 3    | Nelson Piquet      | 4   | 6   | 5   | SQ  | 2   | 6   | 4   | 5   | Rit | 3   | 5   | 7   | 5   | Rit | 1   | 1   | 43 (44) |
| 4    | Gerhard Berger     | Rit | 2   | 2   | 3   | 4   | 3   | 5   | 14* | 3   | 16* | 3   | 3   | 4   | Rit | Rit | 4   | 43      |
| 5    | Nigel Mansell      | Rit | 4   | Rit | Rit | 3   | 2   | 18* | Rit | Rit | 17* | Rit | 4   | 1   | 2   | Rit | 2   | 37      |
| 6    | Thierry Boutsen    | 3   | 5   | Rit | 4   | Rit | 5   | Rit | 2   | 6   | 1   | Rit | Rit | Rit | 4   | 5   | 5   | 34      |
| 7    | Riccardo Patrese   | 9   | 13* | 1   | Rit | Rit | 9   | 6   | Rit | 5   | 4   | Rit | 5   | 7   | 5   | 4   | 6   | 23      |
| 8    | Alessandro Nannini | 11  | 10* | 3   | Rit | Rit | 4   | 16* | Rit | 2   | Rit | 4   | 8   | 6   | 3   |     |     | 21      |
| 9    | Jean Alesi         | 2   | 7   | 6   | 2   | Rit | 7   | Rit | 8   | 11* | Rit | 8   | Rit | 8   | Rit | NP  | 8   | 13      |
| 10   | Ivan Capelli       | Rit | NQ  | Rit | Rit | 10  | NQ  | 2   | Rit | 7   | Rit | 7   | Rit | Rit | Rit | Rit | Rit | 6       |
| 11   | Roberto Moreno     | 13  | NPQ | Rit | NQ  | NQ  | SQ  | NPQ | NPQ | NPQ | NPQ | NPQ | NPQ | NPQ | NPQ | 2   | 7   | 6       |
| 12   | Aguri Suzuki       | Rit | Rit | Rit | Rit | 12  | Rit | 7   | 6   | Rit | Rit | Rit | Rit | 14* | 6   | 3   | Rit | 6       |
| 13   | Éric Bernard       | 8   | Rit | 13* | 6   | 9   | Rit | 8   | 4   | Rit | 6   | 9   | Rit | Rit | Rit | Rit | Rit | 5       |
| 14   | Derek Warwick      | Rit | Rit | 7   | Rit | 6   | 10  | 11  | Rit | 8   | 5   | 11  | Rit | Rit | Rit | Rit | Rit | 3       |
| 15   | Satoru Nakajima    | 6   | 8   | Rit | Rit | 11  | Rit | Rit | Rit | Rit | Rit | Rit | 6   | NP  | Rit | 6   | Rit | 3       |
| 16   | Alex Caffi         |     | Rit | NQ  | 5   | 8   | NQ  | Rit | 7   | 9   | 9   | 10  | 9   | 13* |     | 9   | NQ  | 2       |
| 17   | Stefano Modena     | 5   | Rit | Rit | Rit | 7   | 11  | 13  | 9   | Rit | Rit | 17* | Rit | Rit | Rit | Rit | 12  | 2       |
| 18   | Maurício Gugelmin  | 14  | NQ  | Rit | NQ  | NQ  | NQ  | Rit | NP  | Rit | 8   | 6   | Rit | 12  | 8   | Rit | Rit | 1       |
| -    | Nicola Larini      | Rit | 11  | 10  | Rit | Rit | 16  | 14  | 10  | 10  | 11  | 14  | 11  | 10  | 7   | 7   | 10  | 0       |
| -    | Martin Donnelly    | Rit | Rit | 8   | Rit | Rit | 8   | 12  | Rit | Rit | 7   | 12  | Rit | Rit | NP  |     |     | 0       |
| -    | Pierluigi Martini  | 7   | 9   | NP  | Rit | Rit | 12  | Rit | Rit | Rit | Rit | 15  | Rit | 11  | Rit | 8   | 9   | 0       |
| -    | Gregor Foitek      | Rit | Rit | Rit | 7*  | Rit | 15  | NQ  | NQ  | Rit | NQ  |     |     |     |     |     |     | 0       |
| -    | Philippe Alliot    | SQ  | 12  | 9   | Rit | Rit | 18  | 9   | 13  | SQ  | 14  | NQ  | 13  | Rit | Rit | 10  | 11  | 0       |
| -    | Michele Alboreto   | 10  | Rit | NQ  | NQ  | Rit | 17  | 10  | Rit | Rit | 12  | 13  | 12* | 9   | 10  | Rit | NQ  | 0       |
| -    | Yannick Dalmas     | NPQ | Rit | NPQ | NPQ | NPQ | NPQ | 17  | NPQ | NQ  | NQ  | NQ  | Rit | Rit | 9   | NQ  | NQ  | 0       |
| -    | Emanuele Pirro     |     |     | Rit | Rit | Rit | Rit | Rit | 11  | Rit | 10  | Rit | Rit | 15  | Rit | Rit | Rit | 0       |
| -    | Andrea De Cesaris  | Rit | Rit | Rit | Rit | Rit | 13  | NP  | Rit | NQ  | Rit | Rit | 10  | Rit | Rit | Rit | Rit | 0       |
| -    | Paolo Barilla      | Rit | Rit | 11  | Rit | NQ  | 14  | NQ  | 12  | NQ  | 15  | Rit | NQ  | NQ  | NQ  |     |     | 0       |
| -    | JJ Lehto           | NQ  | NQ  | 12  | Rit | Rit | Rit | NQ  | NQ  | NC  | NQ  |     |     |     |     |     |     | 0       |
| -    | Bernd Schneider    | 12  |     |     |     |     |     |     |     |     |     |     |     |     | NQ  |     |     | 0       |
| -    | Olivier Grouillard | Rit | Rit | Rit | NQ  | 13  | 19  | NPQ | NQ  | NQ  | NPQ | 16  | Rit | NQ  | Rit | NQ  | 13  | 0       |
| -    | Gabriele Tarquini  | NPQ | NPQ | NPQ | NPQ | NPQ | NPQ | NQ  | Rit | NPQ | 13  | NQ  | NQ  | NQ  | Rit | NQ  | Rit | 0       |
| -    | Gianni Morbidelli  | NQ  | 14  |     |     |     |     |     |     |     |     |     |     |     |     | Rit | Rit | 0       |
| -    | David Brabham      |     |     | NQ  | Rit | NQ  | Rit | 15  | NQ  | Rit | NQ  | Rit | NQ  | Rit | NQ  | Rit | Rit | 0       |
| -    | Johnny Herbert     |     |     |     |     |     |     |     |     |     |     |     |     |     |     | Rit | Rit | 0       |
| -    | Bertrand Gachot    | NPQ | NPQ | NPQ | NPQ | NPQ | NPQ | NPQ | NPQ | NPQ | NPQ | NQ  | NQ  | NQ  | NQ  | NQ  | NQ  | 0       |
| -    | Claudio Langes     | NPQ | NPQ | NPQ | NPQ | NPQ | NPQ | NPQ | NPQ | NPQ | NPQ | NPQ | NPQ | NPQ | NPQ |     |     | 0       |
| -    | Bruno Giacomelli   |     |     | NPQ | NPQ | NPQ | NPQ | NPQ | NPQ | NPQ | NPQ | NPQ | NPQ | NPQ | NPQ |     |     | 0       |
| -    | Stefan Johansson   | NQ  | NQ  |     |     |     |     |     |     |     |     |     |     |     |     |     |     | 0       |
| -    | Gary Brabham       | NPQ | NPQ |     |     |     |     |     |     |     |     |     |     |     |     |     |     | 0       |
| Pos. | Pilota             |     |     |     |     |     |     |     |     |     |     |     |     |     |     |     |     | Punti   |

| Legenda | 1º posto     | 2º posto | 3º posto    | A punti         | Senza punti/Non class.  | Grassetto – Pole position Corsivo – Giro più veloce |
| Legenda | Squalificato | Ritirato | Non partito | Non qualificato | Solo prove/Terzo pilota | Grassetto – Pole position Corsivo – Giro più veloce |

* Indica quei piloti che non hanno terminato la gara ma sono ugualmente classificati avendo coperto, come previsto dal regolamento, almeno il 90% della distanza totale.

### Classifica costruttori
| Posizione | Costruttore                  | Pilota     | USA | BRA | SMR | MON | CAN | MEX | FRA | GBR | GER | UNG | BEL | ITA | POR | SPA | GIA | AUS | Punti |
| --------- | ---------------------------- | ---------- | --- | --- | --- | --- | --- | --- | --- | --- | --- | --- | --- | --- | --- | --- | --- | --- | ----- |
| 1         | McLaren-Honda                | Senna      | 1   | 3   | Rit | 1   | 1   | 20* | 3   | 3   | 1   | 2   | 1   | 1   | 2   | Rit | Rit | Rit | 121   |
| 1         | McLaren-Honda                | Berger     | Rit | 2   | 2   | 3   | 4   | 3   | 5   | 14* | 3   | 16* | 3   | 3   | 4   | Rit | Rit | 4   | 121   |
| 2         | Ferrari                      | Prost      | Rit | 1   | 4   | Rit | 5   | 1   | 1   | 1   | 4   | Rit | 2   | 2   | 3   | 1   | Rit | 3   | 110   |
| 2         | Ferrari                      | Mansell    | Rit | 4   | Rit | Rit | 3   | 2   | 18* | Rit | Rit | 17* | Rit | 4   | 1   | 2   | Rit | 2   | 110   |
| 3         | Benetton-Ford                | Nannini    | 11  | 10  | 3   | Rit | Rit | 4   | 16* | Rit | 2   | Rit | 4   | 8   | 6   | 3   |     |     | 71    |
| 3         | Benetton-Ford                | Moreno     |     |     |     |     |     |     |     |     |     |     |     |     |     |     | 2   | 7   | 71    |
| 3         | Benetton-Ford                | Piquet     | 4   | 6   | 5   | SQ  | 2   | 6   | 4   | 5   | Rit | 3   | 5   | 7   | 5   | Rit | 1   | 1   | 71    |
| 4         | Williams-Renault             | Boutsen    | 3   | 5   | Rit | 4   | Rit | 5   | Rit | 2   | 6   | 1   | Rit | Rit | Rit | 4   | 5   | 5   | 57    |
| 4         | Williams-Renault             | Patrese    | 9   | 13* | 1   | Rit | Rit | 9   | 6   | Rit | 5   | 4   | Rit | 5   | 7   | 5   | 4   | 6   | 57    |
| 5         | Tyrrell-Ford                 | Nakajima   | 6   | 8   | Rit | Rit | 11  | Rit | Rit | Rit | Rit | Rit | Rit | 6   | NP  | Rit | 6   | Rit | 16    |
| 5         | Tyrrell-Ford                 | Alesi      | 2   | 7   | 6   | 2   | Rit | 7   | Rit | 8   | 11* | Rit | 8   | Rit | 8   | Rit | NP  | 8   | 16    |
| 6         | Lola Larrousse-Lamborghini   | Bernard    | 8   | Rit | 13* | 6   | 9   | Rit | 8   | 4   | Rit | 6   | 9   | Rit | Rit | Rit | Rit | Rit | 11    |
| 6         | Lola Larrousse-Lamborghini   | Suzuki     | Rit | Rit | Rit | Rit | 12  | Rit | 7   | 6   | Rit | Rit | Rit | Rit | 14* | 6   | 3   | Rit | 11    |
| 7         | Leyton House-Judd            | Gugelmin   | 14  | NQ  | Rit | NQ  | NQ  | NQ  | Rit | NP  | Rit | 8   | 6   | Rit | 12  | 8   | Rit | Rit | 7     |
| 7         | Leyton House-Judd            | Capelli    | Rit | NQ  | Rit | Rit | 10  | NQ  | 2   | Rit | 7   | Rit | 7   | Rit | Rit | Rit | Rit | Rit | 7     |
| 8         | Lotus-Lamborghini            | Warwick    | Rit | Rit | 7   | Rit | 6   | 10  | 11  | Rit | 8   | 5   | 11  | Rit | Rit | Rit | Rit | Rit | 3     |
| 8         | Lotus-Lamborghini            | Donnelly   | Rit | Rit | 8   | Rit | Rit | 8   | 12  | Rit | Rit | 7   | 12  | Rit | Rit | NP  |     |     | 3     |
| 8         | Lotus-Lamborghini            | Herbert    |     |     |     |     |     |     |     |     |     |     |     |     |     |     | Rit | Rit | 3     |
| 9         | Arrows-Ford                  | Alboreto   | 10  | Rit | NQ  | NQ  | Rit | 17  | 10  | Rit | Rit | 12  | 13  | 12* | 9   | 10  | Rit | NQ  | 2     |
| 9         | Arrows-Ford                  | Schneider  | 12  |     |     |     |     |     |     |     |     |     |     |     |     | NQ  |     |     | 2     |
| 9         | Arrows-Ford                  | Caffi      |     | Rit | NQ  | 5   | 8   | NQ  | Rit | 7   | 9   | 9   | 10  | 9   | 13* |     | 9   | NQ  | 2     |
| 10        | Brabham-Judd                 | Foitek     | Rit | Rit |     |     |     |     |     |     |     |     |     |     |     |     |     |     | 2     |
| 10        | Brabham-Judd                 | D. Brabham |     |     | NQ  | Rit | NQ  | Rit | 15  | NQ  | Rit | NQ  | Rit | NQ  | Rit | NQ  | Rit | Rit | 2     |
| 10        | Brabham-Judd                 | Modena     | 5   | Rit | Rit | Rit | 7   | 11  | 13  | 9   | Rit | Rit | 17* | Rit | Rit | Rit | Rit | 12  | 2     |
| 11        | Ligier-Ford                  | Larini     | Rit | 11  | 10  | Rit | Rit | 16  | 14  | 10  | 10  | 11  | 14  | 11  | 10  | 7   | 7   | 10  | 0     |
| 11        | Ligier-Ford                  | Alliot     | SQ  | 12  | 9   | Rit | Rit | 18  | 9   | 13  | SQ  | 14  | NQ  | 13  | Rit | Rit | 10  | 11  | 0     |
| 12        | Minardi-Ford                 | Martini    | 7   | 9   | NP  | Rit | Rit | 12  | Rit | Rit | Rit | Rit | 15  | Rit | 11  | Rit | 8   | 9   | 0     |
| 12        | Minardi-Ford                 | Barilla    | Rit | Rit | 11  | Rit | NQ  | 14  | NQ  | 12  | NQ  | 15  | Rit | NQ  | NQ  | NQ  |     |     | 0     |
| 12        | Minardi-Ford                 | Morbidelli |     |     |     |     |     |     |     |     |     |     |     |     |     |     | Rit | Rit | 0     |
| 13        | Onyx-Ford                    | Johansson  | NQ  | NQ  |     |     |     |     |     |     |     |     |     |     |     |     |     |     | 0     |
| 13        | Onyx-Ford                    | Foitek     |     |     | Rit | 7*  | Rit | 15  | NQ  | NQ  | Rit | NQ  |     |     |     |     |     |     | 0     |
| 13        | Onyx-Ford                    | Lehto      | NQ  | NQ  | 12  | Rit | Rit | Rit | NQ  | NQ  | NC  | NQ  |     |     |     |     |     |     | 0     |
| 14        | AGS-Ford                     | Tarquini   | NPQ | NPQ | NPQ | NPQ | NPQ | NPQ | NQ  | Rit | NPQ | 13  | NQ  | NQ  | NQ  | Rit | NQ  | Rit | 0     |
| 14        | AGS-Ford                     | Dalmas     | NPQ | Rit | NPQ | NPQ | NPQ | NPQ | 17  | NPQ | NQ  | NQ  | NQ  | Rit | Rit | 9   | NQ  | NQ  | 0     |
| 15        | Dallara Scuderia Italia-Ford | Morbidelli | NQ  | 14  |     |     |     |     |     |     |     |     |     |     |     |     |     |     | 0     |
| 15        | Dallara Scuderia Italia-Ford | Pirro      |     |     | Rit | Rit | Rit | Rit | Rit | 11  | Rit | 10  | Rit | Rit | 15  | Rit | Rit | Rit | 0     |
| 15        | Dallara Scuderia Italia-Ford | De Cesaris | Rit | Rit | Rit | Rit | Rit | 13  | NP  | Rit | NQ  | Rit | Rit | 10  | Rit | Rit | Rit | Rit | 0     |
| 16        | Osella-Ford                  | Grouillard | Rit | Rit | Rit | NQ  | 13  | 19  | NPQ | NQ  | NQ  | NPQ | 16  | Rit | NQ  | Rit | NQ  | 13  | 0     |
| 17        | EuroBrun-Judd                | Moreno     | 13  | NPQ | Rit | NQ  | NQ  | SQ  | NPQ | NPQ | NPQ | NPQ | NPQ | NPQ | NPQ | NPQ |     |     | 0     |
| 17        | EuroBrun-Judd                | Langes     | NPQ | NPQ | NPQ | NPQ | NPQ | NPQ | NPQ | NPQ | NPQ | NPQ | NPQ | NPQ | NPQ | NPQ |     |     | 0     |
| 18        | Coloni-Subaru/Ford           | Gachot     | NPQ | NPQ | NPQ | NPQ | NPQ | NPQ | NPQ | NPQ | NPQ | NPQ | NQ  | NQ  | NQ  | NQ  | NQ  | NQ  | 0     |
| 19        | Life/Life-Judd               | G. Brabham | NPQ | NPQ |     |     |     |     |     |     |     |     |     |     |     |     |     |     | 0     |
| 19        | Life/Life-Judd               | Giacomelli |     |     | NPQ | NPQ | NPQ | NPQ | NPQ | NPQ | NPQ | NPQ | NPQ | NPQ | NPQ | NPQ |     |     | 0     |
| Posizione | Costruttore                  | Pilota     | USA | BRA | SMR | MON | CAN | MEX | FRA | GBR | GER | UNG | BEL | ITA | POR | SPA | GIA | AUS | Punti |

### Statistiche costruttori
| Pos | Costruttore                    | Telaio      | Motore           | Pneumatici | Punti | Vittorie | Podi | Pole position |
| --- | ------------------------------ | ----------- | ---------------- | ---------- | ----- | -------- | ---- | ------------- |
| 1   | McLaren - Honda                | MP4/5B      | Honda RA109E     | G          | 121   | 6        | 18   | 12            |
| 2   | Ferrari                        | 641         | Ferrari 036      | G          | 110   | 6        | 14   | 3             |
| 3   | Benetton - Ford                | B189B B190  | Ford HBA4        | G          | 71    | 2        | 8    |               |
| 4   | Williams - Renault             | FW13B       | Renault RS2      | G          | 57    | 2        | 4    | 1             |
| 5   | Tyrrell - Ford                 | 018 019     | Ford DFR         | P          | 16    |          | 2    |               |
| 6   | Lola Larrousse - Lamborghini   | LC89B LC90  | Lamborghini 3512 | G          | 11    |          | 1    |               |
| 7   | Leyton House - Judd            | CG901       | Judd EV          | G          | 7     |          | 1    |               |
| 8   | Lotus - Lamborghini            | 102         | Lamborghini 3512 | G          | 3     |          |      |               |
| 9   | Arrows - Ford                  | A11 A11B    | Ford DFR         | G          | 2     |          |      |               |
| 10  | Brabham - Judd                 | BT58 BT59   | Judd EV          | P          | 2     |          |      |               |
| 11  | Onyx - Ford                    | ORE-1 ORE-2 | Ford DFR         | G          |       |          |      |               |
| 12  | Ligier - Ford                  | JS33B       | Ford DFR         | G          |       |          |      |               |
| 13  | Osella - Ford                  | FA1/M-E     | Ford DFR         | P          |       |          |      |               |
| 14  | Life                           | F190        | Life F35 Judd CV | G          |       |          |      |               |
| 15  | EuroBrun - Judd                | ER189B      | Judd CV          | P          |       |          |      |               |
| 16  | Dallara Scuderia Italia - Ford | F190        | Ford DFR         | P          |       |          |      |               |
| 17  | Coloni - Ford                  | C3C         | Ford DFR         | G          |       |          |      |               |
| 18  | Coloni - Subaru                | C3B         | Subaru 1235      | G          |       |          |      |               |
| 19  | AGS - Ford                     | JH24 JH25   | Ford DFR         | G          |       |          |      |               |
| 20  | Minardi - Ford                 | M189 M190   | Ford DFR         | P          |       |          |      |               |